# La Prétière
 La Prétière  es una población y comuna francesa, en la región de Franco Condado, departamento de Doubs, en el distrito de Montbéliard y cantón de L'Isle-sur-le-Doubs.

## Demografía
| 161 | 134 | 136 | 158 | 149 | 137 |
| Para los censos de 1962 a 1999 la población legal corresponde a la población sin duplicidades (Fuente: INSEE [Consultar]) |     |     |     |     |     |